# Campionati europei di atletica leggera 2018 - Salto in alto femminile
Il concorso del salto in alto femminile ai campionati europei di atletica leggera 2018 si è svolto l'8 e il 10 agosto 2018.

## Podio
| Oro     | Mariya Lasitskene Atleti Neutrali Autorizzati |
| Argento | Mirela Demireva Bulgaria                      |
| Bronzo  | Marie-Laurence Jungfleisch Germania           |

## Record
Prima di questa competizione, il record del mondo (RM), il record europeo (EU) ed il record dei campionati (RC) erano i seguenti:
| Record                | Prestazione | Atleta                           | Data                              | Competizione  |
| --------------------- | ----------- | -------------------------------- | --------------------------------- | ------------- |
| Record mondiale       | 2,09        | Stefka Kostadinova Bulgaria      | 30 agosto 1987 Roma, Roma         | Mondiali 1987 |
| Record europeo        | 2,09        | Stefka Kostadinova Bulgaria      | 30 agosto 1987 Roma, Roma         | Mondiali 1987 |
| Record dei campionati | 2,03        | Tia Hellebaut Belgio             | 9 agosto 2006 Göteborg, Svezia    | Europei 2006  |
| Record dei campionati | 2,03        | Venelina Veneva-Mateeva Bulgaria | 9 agosto 2006 Göteborg, Svezia    | Europei 2006  |
| Record dei campionati | 2,03        | Blanka Vlašić Croazia            | 1º agosto 2010 Barcellona, Spagna | Europei 2010  |

## Risultati

### Qualificazione
Si qualificano alla finale le atlete che saltano 1,92 m (Q) o le dodici migliori misure (q).
| Pos. | Gruppo | Atleta                     | Nazionalità                 | 1,76 | 1,81 | 1,86 | 1,90 | Risultato | Note |
| ---- | ------ | -------------------------- | --------------------------- | ---- | ---- | ---- | ---- | --------- | ---- |
| 1    | A      | Mirela Demireva            | Bulgaria                    | –    | –    | o    | o    | 1,90      | q    |
| 1    | B      | Marie-Laurence Jungfleisch | Germania                    | –    | o    | o    | o    | 1,90      | q    |
| 1    | B      | Morgan Lake                | Gran Bretagna               | –    | o    | o    | o    | 1,90      | q    |
| 1    | B      | Mariya Lasitskene          | Atleti Neutrali Autorizzati | –    | o    | o    | o    | 1,90      | q    |
| 1    | B      | Airinė Palšytė             | Lituania                    | –    | o    | o    | o    | 1,90      | q    |
| 1    | B      | Kateryna Tabashnyk         | Ucraina                     | –    | o    | o    | o    | 1,90      | q    |
| 7    | A      | Imke Onnen                 | Germania                    | –    | o    | o    | xo   | 1,90      | q    |
| 7    | A      | Ana Šimić                  | Croazia                     | –    | o    | o    | xo   | 1,90      | q    |
| 9    | A      | Erika Kinsey               | Svezia                      | o    | o    | o    | xxo  | 1,90      | q    |
| 9    | A      | Yuliya Levchenko           | Ucraina                     | –    | o    | o    | xxo  | 1,90      | q    |
| 9    | A      | Alessia Trost              | Italia                      | o    | o    | o    | xxo  | 1,90      | q    |
| 12   | B      | Michaela Hrubá             | Rep. Ceca                   | o    | o    | o    | xxx  | 1,86      | q    |
| 12   | A      | Oksana Okunjeva            | Ucraina                     | o    | o    | o    | xxx  | 1,86      | q    |
| 12   | B      | Karyna Taranda             | Bielorussia                 | o    | o    | o    | xxx  | 1,86      | q    |
| 15   | B      | Elena Vallortigara         | Italia                      | o    | o    | xo   | xxx  | 1,86      |      |
| 16   | B      | Sofie Skoog                | Svezia                      | –    | xo   | xo   | xxx  | 1,86      |      |
| 17   | A      | Ella Junnila               | Finlandia                   | xo   | o    | xxo  | xxx  | 1,86      |      |
| 18   | A      | Nikki Manson               | Gran Bretagna               | o    | o    | xxx  |      | 1,81      |      |
| 18   | A      | Lada Pejchalová            | Rep. Ceca                   | o    | o    | xxx  |      | 1,81      |      |
| 18   | A      | Desirée Rossit             | Italia                      | o    | o    | xxx  |      | 1,81      |      |
| 18   | B      | Daniela Stanciu            | Romania                     | o    | o    | xxx  |      | 1,81      |      |
| 18   | B      | Marija Vuković             | Montenegro                  | –    | o    | xxx  |      | 1,81      |      |
| 23   | A      | Claire Orcel               | Belgio                      | xo   | o    | xxr  |      | 1,81      |      |
| 24   | B      | Tonje Angelsen             | Norvegia                    | o    | xxo  | xxr  |      | 1,81      |      |
| 25   | A      | Eleriin Haas               | Estonia                     | o    | xxx  |      |      | 1,76      |      |

### Finale
| Pos.    | Atleta                     | Nazionalità                 | 1,82 | 1,87 | 1,91 | 1,94 | 1,96 | 1,98 | 2,00 | 2,02 | 2,04 | Risultato | Note                                     |
| ------- | -------------------------- | --------------------------- | ---- | ---- | ---- | ---- | ---- | ---- | ---- | ---- | ---- | --------- | ---------------------------------------- |
| Oro     | Mariya Lasitskene          | Atleti Neutrali Autorizzati | –    | o    | o    | o    | xo   | o    | xo   | –    | xxx  | 2,00      |                                          |
| Argento | Mirela Demireva            | Bulgaria                    | –    | o    | o    | xo   | –    | –    | xxo  | –    | xxx  | 2,00      | =                                        |
| Bronzo  | Marie-Laurence Jungfleisch | Germania                    | o    | o    | o    | o    | o    | xxx  |      |      |      | 1,96      | =                                        |
| 4       | Airinė Palšytė             | Lituania                    | o    | xo   | o    | o    | xo   | xxx  |      |      |      | 1,96      | Miglior prestazione personale stagionale |
| 5       | Kateryna Tabashnyk         | Ucraina                     | o    | o    | o    | o    | xxx  |      |      |      |      | 1,94      |                                          |
| 6       | Michaela Hrubá             | Rep. Ceca                   | o    | xxo  | o    | xxx  |      |      |      |      |      | 1,91      | Miglior prestazione personale stagionale |
| 7       | Morgan Lake                | Gran Bretagna               | o    | o    | xo   | xxx  |      |      |      |      |      | 1,91      |                                          |
| 8       | Alessia Trost              | Italia                      | o    | o    | xxo  | xxx  |      |      |      |      |      | 1,91      | =                                        |
| 9       | Yuliya Levchenko           | Ucraina                     | o    | xo   | xxo  | xxx  |      |      |      |      |      | 1,91      |                                          |
| 10      | Oksana Okunjeva            | Ucraina                     | o    | o    | xxx  |      |      |      |      |      |      | 1,87      |                                          |
| 10      | Ana Šimić                  | Croazia                     | o    | o    | xxx  |      |      |      |      |      |      | 1,87      |                                          |
| 12      | Karyna Taranda             | Bielorussia                 | xo   | xo   | xxx  |      |      |      |      |      |      | 1,87      |                                          |
| 13      | Erika Kinsey               | Svezia                      | o    | xxo  | xxx  |      |      |      |      |      |      | 1,87      |                                          |
| 14      | Imke Onnen                 | Germania                    | xxo  | xxx  |      |      |      |      |      |      |      | 1,82      |                                          |